# Hal Newhouser
Harold „Hal“ Newhouser (* 20. Mai 1921 in Detroit, Michigan; † 10. November 1998 in Bloomfield Hills, Michigan) war ein US-amerikanischer Baseballspieler in der Major League Baseball (MLB) auf der Position des Pitchers. Sein Spitzname war Prince Hal.

## Biografie

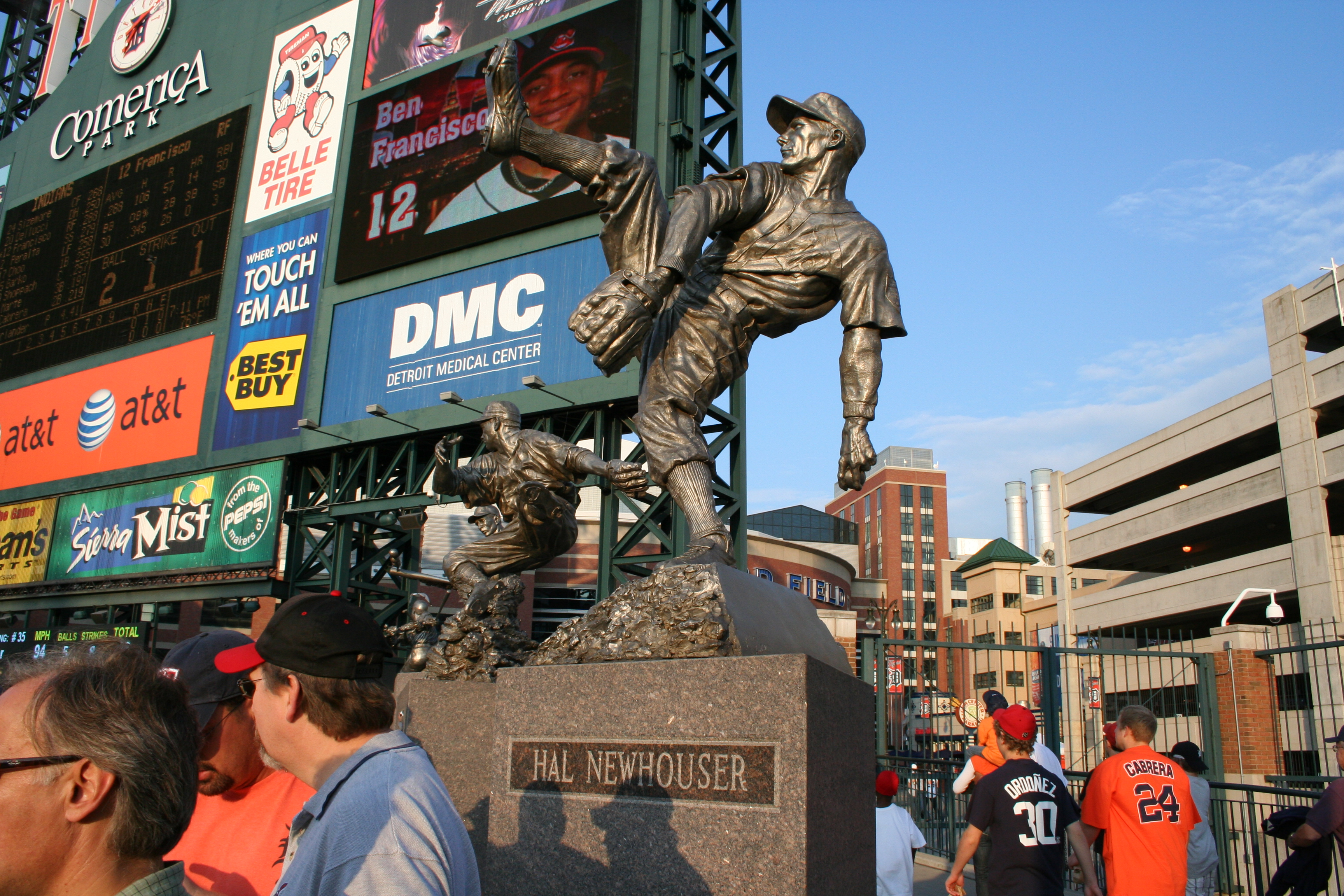
Hal Newhouser Statue im Comerica Park

Hal Newhouser wuchs in Detroit auf und wurde als Star in seiner Schulmannschaft 1939 von den Detroit Tigers verpflichtet. Am 29. September 1939 gab der linkshändige Pitcher sein Debüt in der American League. In den ersten Spielzeiten hatte er sehr mit der Kontrolle seiner Würfe zu kämpfen und kam zu keinen positiven Statistiken. Ab der Saison 1942 verbesserte sich dies allerdings. Sein Earned Run Average (ERA) sank bedeutend, aber da die Tigers eine schwache Offensive besaßen, blieben weiterhin mehr Niederlagen als Siege auf dem Konto von Newhouser. In den Zeiten des Zweiten Weltkrieges wurde Newhouser aufgrund eines angeborenen Herzfehlers nicht zum Armeedienst einberufen, so dass er seinem Team in den ganzen Kriegsjahren zur Verfügung stand.
1944 konnte Newhouser dann sogar 29 Spiele gewinnen, die Tigers beendeten die Saison auf dem 2. Platz in der American League und Newhouser wurde zum Most Valuable Player (MVP) gewählt. Im folgenden Jahr steigerte sich Newhouser nochmals. Er gewann die Triple Crown als Pitcher (Siege, ERA, Strikeouts) und führte die Liga weiterhin in den Kategorien geworfene Innings, gestartete Spiele, komplette Spiele und Shutouts an. Mit den Tigers gewann er die Meisterschaft und die World Series gegen die Chicago Cubs in sieben Spielen. In der World Series gewann er ebenfalls zwei Spiele, darunter das entscheidende Spiel sieben. Als bisher einziger Pitcher in der Geschichte des Baseballs gewann Newhouser aufeinanderfolgende Titel als MVP. Kritiker, die seine Leistungen aufgrund der Tatsache, dass viele starke Spieler Militärdienst verrichteten und in diesen Jahren nicht in den Major Leagues spielten, herunterredeten, wurden von Newhouser 1946 eindrucksvoll widerlegt. Auch mit der Rückkehr der Superstars aus dem Krieg konnte Newhouser die Liga in Siegen (26) und ERA (1.94) anführen. In der Wahl zum MVP der American League belegte er den zweiten Platz hinter Ted Williams von den Boston Red Sox.
Bis zum Jahr 1950 zeigte er konstante Leistungen, bis er mit Arm- und Schulterproblemen zu kämpfen hatte. Nach seiner Entlassung bei den Tigers 1953 schloss er sich den Cleveland Indians an. In Cleveland wurde er als Einwechselpitcher eingesetzt. 1954 konnte er mit seinem neuen Team noch den Titel in der American League gewinnen, musste sich aber in den World Series den New York Giants geschlagen geben. Danach beendete er seine Karriere als Profispieler.
Er blieb auch nach seinem Rücktritt dem Baseball treu und arbeitete als Scout für die Houston Astros, Baltimore Orioles und die Detroit Tigers. 1992 wurde er vom Veterans Committee in die Baseball Hall of Fame aufgenommen. Seit dem 27. Juli 1997 vergeben die Tigers seine Rückennummer 16 nicht mehr. Am 10. November 1998 verstarb Newhouser im Alter von 77 Jahren nach langer Krankheit.